# I. e. 299
Évszázadok: i. e. 4. század – i. e. 3. század – i. e. 2. század
Évtizedek: i. e. 340-es évek – i. e. 330-as évek – i. e. 320-as évek – i. e. 310-es évek – i. e. 300-as évek – i. e. 290-es évek – i. e. 280-as évek – i. e. 270-es évek – i. e. 260-as évek – i. e. 250-es évek – i. e. 240-es évek
Évek: i. e. 304 – i. e. 303 – i. e. 302 – i. e. 301 –  i. e. 300 – i. e. 299 – i. e. 298 – i. e. 297 – i. e. 296 – i. e. 295 – i. e. 294

## Események

### Görögország
- Lakharész megszerzi a hatalmat Athénban és a város türannoszává válik.

### Kaukázus
- I. Pharnavaz megalapítja Ibéria királyságát.

### Róma
- Marcus Fulvius Paetinust és Titus Manlius Torquatust választják consulnak. A consulok folytatják Nequinum ostromát, amely árulással jut a kezükre. A városban Narnia néven római coloniát alapítanak.
- Az etruszkok újabb háborúra készülődnek és megpróbálják lefizetni a gallokat egy Róma elleni háborúra, de nem tudnak megegyezni az árról. Az etruszkok ellen induló T. Manlius consul leesik a lováról és belehal a sérüléseibe. Helyére Marcus Valerius Corvust választják, aki - mivel az etruszkok nem mernek kiállni ellene - végigpusztítja az ellenség földjeit.[1]

### Kína
- Csin állam háborút indít Csu állam ellen.

## Halálozások
- Titus Manlius Torquatus, római államférfi

## Fordítás
- Ez a szócikk részben vagy egészben  a(z)   299 v. Chr. című német Wikipédia-szócikk ezen változatának fordításán alapul.  Az eredeti cikk szerkesztőit annak laptörténete sorolja fel. Ez a jelzés csupán a megfogalmazás eredetét és a szerzői jogokat jelzi, nem szolgál a cikkben szereplő információk forrásmegjelöléseként.